# Джилл Клейберг
Джилл Клейберг (англ. Jill Clayburgh; 30 квітня 1944 — 5 листопада 2010) — американська акторка, відома своїми ролями в театрі, на телебаченні та в кіно. Вона отримала приз Каннського кінофестивалю за найкращу жіночу роль і була номінована на премію «Оскар» за найкращу жіночу роль за участь у комедійній драмі Пола Мазурскі «Незаміжня жінка» (1978). Клейберг також отримала другу поспіль номінацію на премію «Оскар» за фільм «Почати спочатку» (1979), а також чотири номінації на «Золотий глобус» за свою акторську гру.

## Раннє життя
Клейберг народилася в Нью-Йорку в сім'ї Джулії Луїзи (уроджена Дорр) й Альберта Генрі «Білла» Клейберга. Мати була акторкою та секретаркою театрального виробництва у Девіда Мерріка, батько обіймав керівну посаду на виробництві. Її бабуся по батькові Альма Лагенбрух Клейберг була концертною та оперною співачкою. Її брат, Джим Клейберг — дизайнер сцени.
Її мати була протестанткою, а батько — євреєм, хоча, як повідомляється, вона ніколи не розповідала про своє релігійне походження і не отримала релігійне виховання. Клейберг ніколи не ладнала зі своїми батьками та почала терапію в ранньому віці: «У підлітковому віці я була дуже непокірною, до того ж дитинство було нещасливе, невротичне. Але я просто не можу вдаватися у подробиці. Мені здається, у мене було багато енергії та неспрямованої потреби, тому я просто збунтувалася. Я потрапила у жахливу, дуже особисту біду. Терапія дуже допомогла мені в житті».
У 1950 році маленька Клейберг побачила Джин Артур в ролі Пітера Пена на Бродвейській сцені, вона й надихнула Джилл стати акторкою. Вона виросла на мангеттенському Верхньому Іст-Сайді, де відвідувала школу Брірлі для дівчат. Потім вона навчалася в коледжі Сари Лоуренс, де вивчала релігію, філософію та літературу, але зрештою вирішила стати акторкою. Вона отримала акторську підготовку в HB Studio.

## Кар'єра

### Рання кар'єра
Клейберг розпочала акторську кар'єру в студентські роки, після закінчення навчання приєдналася до репертуарного театру Чарлза Стріта у Бостоні. Там, у 1967 році, вона познайомилася з іншим перспективним актором і майбутньою зіркою, Аль Пачино. Знайомство відбулося на репетиції п'єси Жана-Клода Ван Італі «Америко, ура». У них був п'ятирічний роман і в Нью-Йорк вони повернулися разом.
У 1968 році Клейберг дебютувала у виставі з двох п'єс на оф-бродвеї Ізраїля Горовіца «Індієць хоче Бронкс» і «Цукрова слива» з Пачіно в головній ролі. Клейберг і Пачіно були в акторському складі епізоду «Смертельне коло насильства» телесеріалу ABC «Департамент поліції Нью-Йорка», прем'єра якого відбулася 12 листопада 1968 року. У той час Клейберг також з'являлася в мильній опері «У пошуках завтрашнього дня», зігравши Грейс Болтон. Її батько щомісяця надсилав парі гроші як фінансову допомогу.
У 1968 році вона дебютувала на Бродвеї в «Раптовому та випадковому перевихованні Горса Джонсона» з Джеком Клагманом у головній ролі. Було показано 5 вистав. У 1969 році вона зіграла головну роль в оф-бродвейській постановці п'єси Генрі Блумштейна «Викликаю божевільного» у театрі Енді Воргола «Fortune». Вона брала участь у зніманні фільму «Вибір» (1969), який так і не вийшов на екрані, а також в оф-бродвейській постановці «Гніздо» (1970).
У 1969 році Клейберг дебютувала на екрані у фільмі «Весільна вечірка», сценаристом і режисером якого був Браян Де Пальма. Хоча «Весільну вечірку» зняли у 1963 році, глядачі побачили стрічку лише через шість років. Фільм зосереджується на майбутньому нареченому та його взаємодії з різними родичами його нареченої та учасниками весільної вечірки. Клейберг виконала роль майбутньої нареченої. Серед її партнерів були Роберт де Ніро, одна із його перших ролей, та Дженніфер Солт. У своєму огляді в «Нью-Йорк таймс» Говард Томпсон писав: «Двоє новачків, Чарльз Пфлюгер і Джилл Клейберг, настільки привабливі, наскільки це можливо».

### Успіх на Бродвеї

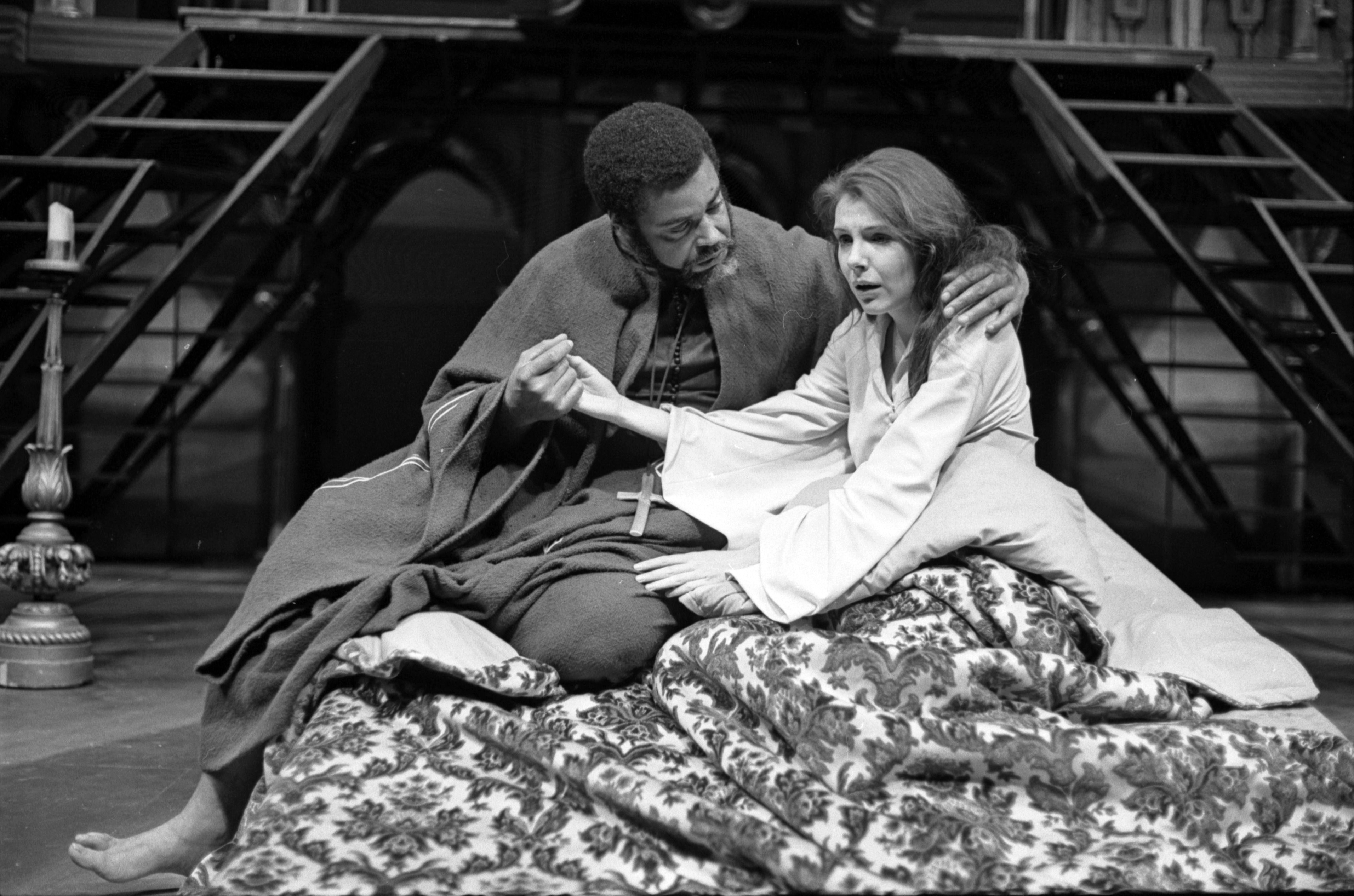
Клейберг і Джеймс Ерл Джонс, кадри з фільму «Отелло» (1971)

Клейберг привернула увагу появою в бродвейському мюзиклі «Ротшильди» (1970–72), який показували 502 рази. Потім вона продовжила грати Дездемону разом із Джеймсом Ерлом Джонсом у постановці «Отелло» (1971) в Лос-Анджелесі. Ще одна успішна роль на Бродвеї у мюзиклі «Піпін» (1972–75), яка тривала 1944 вистави. Клейв Барнс з «Нью-Йорк таймс» сказав про Клейберг: «солодкі потурання вдови, щоб знайти свого чоловіка».
Протягом цього часу Клейберг виконувала невеликі ролі у кіно та на телебаченні, зокрема «Телефонний довідник» (1971), «Невдоволення Портного» (1972), «Тигр на ланцюгу» (1973), «Людина, яка несе смерть» (1974) з Джорджем Сіґалом.
Після гостьової ролі в епізоді серіалу «Сестри Снуп», Клейберг зіграла колишню дружину Раяна О'Ніла у фільмі «Злодій, який прийшов до обіду» (1973) та знялася в пілотному телесеріалі, який не вийшов на екрани. Вона також зіграла гостьову роль у серіалах «Медичний центр», «Мод» і «Справа Рокфорда». Вона вела програму «Суботнього вечора в прямому ефірі» від 28 лютого 1976 року (сезон 1, епізод 15) з музичним гостем Леоном Редбоном. Пізніше вона повернулася на Бродвей у виставі «Стрибуни» Тома Стоппарда, яку показували 48 разів. Попри її успіх на Бродвеї, саме акторська гра в кіно справді схвилювала Клейберг: «Одна з речей, які мені подобаються у фільмах, — це пригоди», — сказала вона. «Мені подобається ходити в різні місця і мені подобається брати участь у різних сценах щодня».
Клейберг отримала похвалу за її роботи в телефільмах «Нелегальщина» (1975), в якому вона зіграла повію, та «Мистецтво злочину» (1975). «Нелегальщина» стала для неї відходом від образу: «До того, як я знялася в „Нелегальщині“, мене завжди вважали гарною дружиною. Мені це не дуже вдавалося. Тоді в „Нелегальщині“, це була хороша роль, і це був відхід. Люди побачили інший вимір». Її гра в телефільмі зрештою принесла їй номінацію на «Еммі». Пізніше вона сказала, що це пожвавило її кар'єру. «Це змінило мою кар'єру», — сказала Клейберг. "Це була роль, яку я виконала добре, і раптом люди захотіли мене. Сідні Ф'юрі побачив мене та захотів, щоб я знялася в «Ґейблі і Ломбарт».

### «Незаміжня жінка» та кінозірковість
Клейберг втілила Керол Ломбард у байопіку 1976 року «Ґейбл і Ломбард» з Джеймсом Броліном у ролі Кларка Ґейбла. «Вараєті» визнав, що «фільм має багато важливих переваг, не останньою з яких є приголомшлива та карколомна гра Клейберг у ролі Керол Ломбард», а в «Тайм аут Лондон» вважали, що вона «створила дуже сучасну версію веселості Ломбард». Вінсент Кенбі з «Нью-Йорк таймс» припустив, що її гра «вийшла кращою», ніж Ґейбл Броліна, оскільки «здається, що вона створює персонажа всякий раз, коли це дозволяє жахливо поганий сценарій». Попри це, він відчував, що обидва актори були неправильно вибрані для знаменитої пари, продовживши: «Міс Клейберг могла б бути цікавою акторкою, але завжди виникають проблеми, коли маленькі артисти намагаються зобразити такі гігантські легенди, якими були Ґейбл і Ломбард. Оскільки і Ґейбл, і Ломбард все ще живі у своїх фільмах на телебаченні та в репертуарних театрах, важко відповідати містеру Броліну та міс Клейберг серйозно».
Вона з'явилась у головній ролі у відомому телевізійному фільмі «Гріффін і Фенікс» (1976) разом із Пітером Фальком. У ньому розповідається про двох нещасливих людей середнього віку, які стикаються зі смертельним діагнозом рак, їм залишилося жити кілька місяців. Примітно, що у Клейберг розвинувся той самий тип раку, який був у її героїні в цьому фільмі, і вона померла у 2010 році. Також у 1976 році вона досягла свого першого великого касового успіху, зігравши кохану героїню Джина Вайлдера в комедійному детективі «Срібна стріла», де також знявся Річард Прайор. Критики вважали, що Клейберг мало, що могла зробити в «Срібній стрілі», а газета «Нью-Йорк таймс» назвала її «акторкою надто великого розуму, щоб удаватися до ролі, яка, по суті, є роллю розкутої інженю».
У 1977 році у неї був ще один успіх в комедії «Крутий наполовину», сюжет якої розгортається у світі американського професійного футболу. Клейберг зіграла Барбару Джейн Букман, яка майстерно зустрічається одразу з двома чоловіками, героями Берта Рейнольдса та Кріса Крістоферсона. Вінсент Кенбі оцінив її гру, написавши: «Міс Клейберг, яку попросили зіграти дивних героїнь у „Ґейблі і Ломбард“ і „Срібній стрілі“, цього разу пощастило набагато більше. Вона чарівна», і «Вашингтон пост» насолоджувавася її хімією з Рейнольдсом: «Рейнольдс і Клейберг чудово виглядали разом. Вони, здається, гармонізують один з одним — і роблять їхнє можливе зізнання у коханні більш доречним». І «Крутий наполовину», і «Срібна стріла» зробили їй репутацію «популярного сучасного стиліста дурнуватої комедії», і у «Ґардіан» відзначили, що Клейберг «мала таку теплоту й дотепну вишуканість, які ледве можна було побачити в Голлівуді з часів Керол Ломбард і Джин Артур».
Прорив Клейберг стався у 1978 році, коли вона отримала першу з двох номінацій на премію «Оскар» за найкращу жіночу роль за фільм Пола Мазурскі «Незаміжня жінка». Роль Еріки, сміливої покинутої дружини, яка бореться зі своєю новою самотньою ідентичністю після того, як її чоловік — біржовий брокер покинув її заради молодшої жінки. Ця робота стала визначальною для кар'єри Клейберг. Після виходу стрічка вона отримала похвалу та стрічка була популярною у прокаті, ненадовго зробивши 34-річну Клейберг зіркою. Гра Клейберг отримала одні з найкращих відгуків у її кар'єрі: Роджер Еберт назвав фільм «мандрівкою, яку Мазурскі здійснює в один із найсмішніших, найправдивіших, іноді найбільш карколомних фільмів, які я коли-небудь бачив. І багато з того, що є найкращим, є завдяки Джилл Клейберг, чия гра, просто кажучи, яскрава. У цьому фільмі Клейберг ризикує. Вона на межі зриву. Вона дозволяє нам побачити та відчути речі, які багато акторок просто не могли розкрити», тоді як в «Нью-Йорк таймс» написали: «Міс Клейберг зробила ніщо інше, як екстраординарний виступ року на сьогодні. У ній ми бачимо як почуття борються з розумом – розум, припертий до стіни настирливими потребами».

У «Нью-Йоркері» досвідчений критик Полін Кейл зазначила:
У Джилл Клейберг хрипкий, крикливий голос — хриплість сучасного забрудненого міста. І її тремтлива, майже прекрасна врода говорить про великий тиск. На сцені вона може бути сліпучою, але камера не закохана в неї – вона не здається освітленою зсередини. Коли життя Еріки розвалюється, а її реакції виходять з-під контролю, мінлива Клейберг, не зовсім впевнена, не зовсім тут, що якраз підходить. І вона вміє цим користуватися: вона не боїться розпухлих очей від плачу чи в’ялості на обличчі. Її привабливість для аудиторії полягає в її доданому сяйві. Вона виглядає такою вправною, що ми трохи хвилюємося за неї. Жоден інший фільм не надав такого чутливого, чуйного аргументу на користь потреби сучасної жінки називати свою душу своєю.
Окрім номінації на «Оскар», Клейберг також отримала свою першу номінацію на «Золотий глобус» за найкращу жіночу роль у драматичному фільмі (обидві дісталися Джейн Фонді за «Повернення додому»). Її нагородили разом з Ізабель Юппер на Каннському кінофестивалі за найкращу жіночу роль.
У цей час вона відмовилася від головної ролі у фільмі «Норма Рей», яка принесла Саллі Філд її першого «Оскара». У 1979 році участь у двох стрічках принесла їй широке визнання, і це стало піком кар'єри Клейберг. Першим фільм — Бернардо Бертолуччі «Місяць» (1979), знятий в Італії. У ньому розповідається про кровозмішувальні стосунки між матір'ю та її наркозалежним сином, і в той час його погано сприйняли. Клейберг погодилася на участь, бо відчувала, що «більшість чудових ролей досліджують те, що є суспільним табу». Бертолуччі був особливо вражений її роботою, відмітив її здатність «переходити від однієї крайності до іншої в одному кадрі, бути смішною та драматичною в одній сцені». Попри суперечки у фільмі, роль Клейберг як маніпулятивної оперної співачки загалом оцінили: критик Річард Броуді назвав її «найекстравагантнішою роллю», а в рецензії в «Нью-Йорк таймс» визнали її «визначною за неможливих обставин». Крім того, в «Лондон рівью оф букс» Анджела Картер написала: «Джилл Клейберг, хапаючи за горло можливість попрацювати з великим європейським режисером, показує бравурну гру: вона як життєва сила власною персоною».
Її другим і останнім фільмом 1979 року стала романтична комедія Алана Дж. Пакули «Почати спочатку» з Бертом Рейнольдсом і Кендіс Берген. Пакула найняв її, тому що «надзвичайна річ, що в неї така велика кількість людей. У фільмі з Джилл Клейберг ви не знаєте, що отримаєте». Її роль виховательки дитячого садка, яка неохоче закохується в розлученого персонажа Рейнольда. Гру Клейберг високо оцінила «Нью-Йорк таймс»: «Міс Клейберг дає особливо різку характеристику, яка підходить для першої частини історії та непереконливу у другій, не з її вини». Стрічка «Почати спочатку» принесла їй другу номінацію на «Оскар» і «Золотий глобус» за найкращу жіночу роль. Того ж року вона повернулася на сцену «В кімнаті бум-бум» як танцівниця гоу-гоу. Вона хотіла зіграти цю роль ще з 1972 року, коли прем'єра п'єси відбулася на Бродвеї, але роль дісталась Мадлін Кан. Хоча вона не брала участь у п'єсі Девіда Рейба, вона вийшла за нього заміж у 1979 році.
Її послідовний успіх з «Незаміжньою жінкою» та «Почати спочатку» змусив письменницю Мел Ґассоу припустити, що Клейберг була однією з небагатьох «зірок свіжих, природних антиінженю у 80-х» поряд із Меріл Стріп і Даян Кітон, додавши: «Це театральні актриси, які стали кінозірками на власних умовах, вільні від „гламуру“, готові як до клоунади, так і до героїнь». У 1980 році вона зіграла з Майклом Дугласом у романтичній комедії «Моя черга», в якій вона викладає доказ леми про змію. Письменниця Елеонор Бергштайн, яка написала сценарій, була в захваті від гри Клейберг. «Для мене», — каже Бергштайн. «Джилл — одна з небагатьох акторок, яка виглядає так, ніби вона уявила своє життя і створила своє життя. Я думаю, що це певним чином розділяє жінок, жінок, чий інтелект оживляє їхні обличчя. Вони захотіли бути красивим, бути такими, якими вони є. Їхній розум говорить про їхні обличчя. Я думаю, що Джилл така. Багато акторок якраз навпаки». Роль привернула увагу Клейберг, тому що "Кейт — найближча мені людина, яку я коли-небудь грала. Люди завжди кажуть: «О, „Незаміжня жінка“, це ти». Але насправді, звичайно, це не так". Наступного року вона була консервативним суддею Верховного суду в комедії «Перший понеділок жовтня» з Волтером Метгау. Її гру було високо оцінено. Вона отримала номінацію на «Золотий глобус» у категорії «Найкраща жіноча роль у комедії чи мюзиклі».

### Кар'єрні невдачі та телефільми
До середини 1980-х Клейберг з'являлася все рідше та в менш успішних фільмах, попри те, що вона звернулася до більш драматичного матеріалу. Вона зіграла наркоманку та документаліста у фільмі «Я танцюю так швидко, як можу» (1981), знятим за сценарієм її чоловіка Девіда Рейба. «Здається, люди, дивлячись на мене, думають, що я жіночний персонаж, — сказав Клейберг, — але це не те, що я вмію найкраще. Мені найкраще вдаються персонажі, які тріщать по швах». Фільм отримав негативні відгуки, але Джанет Маслін з «Нью-Йорк таймс» сподобалася гра Клейберг, вона написала, що роль впливової кар'єристки виконана «серйозно й енергійно». У суперечливому фільмі режисера Коста-Гавраса «Ганна К.» (1983) вона була призначеним судом для захисту палестинця. Фільм провалився в прокаті та зашкодив її кар'єрі. Засмучена сприйняттям фільму, Клейберг покинула кіно на три роки, протягом яких вона займалася вихованням своїх дітей.
Разом із тодішніми зірками Раулем Хулія та Френком Ланджелла, Клейберг повернулася на Бродвей для відродження п'єси Ноеля Коварда «Дизайн для життя» (1984–85) режисера Джорджа К. Скотта. Загальна кількість вистав становила 245. У «Крістіан саєнс монітор» Джон Бофорт написав: «Гільда Джилл Клейберг не просто сексуальна та мінлива. Вона може бути ніжно жіночною. Вона — жінка, яка бореться як за те, щоб знайти себе, так і за визначення свого місця в цьому трикутнику. З усякого погдяду міс Клейберг осягає як глибші, так і більш поверхневі кумедні аспекти своєї дилеми».
Коли її кар'єра в повнометражних фільмах пішла на спад, Клейберг почала погоджуватися на ролі в телевізійних фільмах, зокрема «Де діти?» (1986), зігравши мстиву колишню дружину. Вона повернулася у кіно у 1987 році, коли отримала похвали за образ неглибокої, витонченої письменниці журналу з Мангеттена у маловиданому незалежному фільмі Андрія Кончаловського «Сором'язливі люди»; хоча фільм провалився, це була її найвизначніша роль після «Ганни К.». Газета «Ґардіан» визнала її «кумедною», а Еберт назвав роботу Клейберг «прикро недооціненою», а її «іншою найкращою роллю» після «Незаміжньої жінки».
Після «Сором'язливих людей» Клейберг зіграла ряд ролей у телефільмах, зокрема «У кого є друзі?» (1988), в якому вона зіграла мультиплікатора, та в ролі вольового продюсера мильної опери в «Страх переслідує» (1989). У «Невиразних вчинках» (1990) вона проводила розслідування справи про жорстоке поводження з дітьми. У 1991 році Клейберг отримала гідні відгуки за роль англійської акторки та співачки Джилл Айрленд у телевізійному біографічному фільмі «Смисл життя: Історія Джилл Айрленд» (1991), в якому докладно розказана боротьба Айрленд з раком і її допомога своєму названому синові позбутися героїнової залежності. Клейберг ніколи не зустрічалася з Айрленд, під час підготовки до ролі вона прочитала її книгу та прослухала інтерв'ю з нею. Кен Такер із журналу «Інтертеймент віклі» похвалив акцент Клейберг у «Смислі життя»: «Окрім її спокійної впевненості, Клейберг використовує англійський акцент Айрленд, не привертаючи до себе уваги». Ця роль змусила «Нью-Йорк таймс» написати, що її робота на малому екрані була «знаком часу: літні акторки, які звикли грати сильні ролі, знаходять свої найкращі роботи [у кіно] на телебаченні».
У 90-х Клейберг поступово стала акторкою другого плану з різноманітними ролями як суддя-антагоністик у фільмі «Випробування: Ціна пристрасті» (1992) і дружина, яка весь час заважає персонажу Алана Алди у фільмі «Шепіт у ночі» (1992). Після появи у «За океаном» Бена Газзари (1990), який знімали на Балі, вона знялася у невипущеному фільмі «Дитина красуні Гатті» (1991), вона стала типовим зразком привабливого материнського персонажа. Це можна побачити у стрічках «Багатий закоханий» (1992), «Вогняна буря: 72 години в Окленді» (1993), у фільмі «Оголені у Нью-Йорку» Еріка Штольца (1993). У рецензії в журналі «Піпл» говорилося, що Клейберг «[зробила] все можливе в ролі розпусної матері» у фільмі «Багатий закоханий», а Роджер Еберт похвалив її роботу у фільмі «Оголена в Нью-Йорку» схарактеризувавши як «точно в ціль». Вона також зіграла Кітті Менендес, яку вбили її сини, у фільмі «Шануй свого батька та матір: Правдива історія вбивств Менендесів» (1993), роль, яку «Вараєті» вважав «незавершеною, але це більше пов'язано зі сценарієм, ніж з грою Клейберг». Вона продовжувала грати турботливих матерів у фільмах «Заради любові до Ненсі» (1994), «Обличчя на коробці молока» (1995), «Пройти весь шлях» (1997), «Поспішиш — людей насмішиш» (1997), «Коли невинність втрачена» (1997), «Гріхи розуму» (1997), і була сильною настирливою сценічною матір'ю в «Короновані та небезпечні» (1997).
Наприкінці 90-х років Клейберг знялася в епізодах серіалів «Закон і порядок» і «Фрейзер», ситкомі «Все відносно» (1999) та короткометражному серіалі «Трійця» (1999).

### Подальша кар'єра та останні ролі
Після появи у фільмах «Мій маленький вбивця» (1999) і «Єдиний живий хлопець у Нью-Йорку» (2000) вона зіграла свою першу визначну головну роль після «Ганни К.» і «Сором'язливих людей» у комедії Еріка Шеффера «Ніколи знову» (2001). Роджер Еберт похвалив Клейберг «за те, що вона зробила все можливе, щоб створити персонажа милим і правдоподібним» і назвав це «нагадуванням про таланти Клейберг як акторки», тоді як Стівен Голден з «Нью-Йорк таймс» приписав їй «емоційну вагу» ролі «відчайдушн- самотньої 54-річної матері-одиначки». Також у 2001 році вона з'явилася у «Падінні» і мала напівповторювану роль мати Еллі в серіалі «Еллі Мак-Біл», а також знімалася в «Практиці», перш ніж отримати регулярну роль у «Стрибку віри» (2002).
Вона повернулася на Бродвей як хибно засуджена мати двох дітей у постановці Боба Балабана «Виправдана» (2002–04) з Річардом Дрейфусом. У журналі «Вараєті», Чарльз Ішервуд похвалив Клейберг за те, що вона зіграла свою роль «з ясною гідністю». Потім вона з'явилася у фільмі «Феномен II» (2003) і отримала номінацію на премію «Еммі» у 2005 році за участь у серіалі «Частини тіла» . Того року вона продовжила кар'єру на сцені в «Оголеній дівчині на Аппієвій дорозі», яка налічувала 69 спектаклей. Більш успішним був «Жвавий світ притих» (2005–06) на оф-Бродвеї, де вона замінила Крістін Лагті та зіграла овдовілого єпископального священника та вченого. Критик з «Вараєті» Девід Руні високо оцінив «мудрість і спокійний гумор» Клейберг, відмовляючись визначати сумнівну поведінку та переконання Ганни як правильні чи неправильні, здорові чи нерозумні", а також її «прийняття невизначеності жінки, роблять її ще більш людяною».
У 2006 році вона з'явилася на Бродвеї у виставі Ніла Саймона «Босоніж у парку» з Патріком Вілсоном і Амандою Піт. Вона зіграла матір Піт, роль, створена Мілдред Натвік. Було показано 109 вистав, які отримали неоднозначні відгуки. Однак, гра Клейберг викликала похвалу, а критик «Нью-Йорк таймс» Бен Брентлі оцінив «її виграшний спосіб діалогу, який може змусити синтетичні однорядковий звук звучати філігранними епіграмами. Підстрижена і сліпуче білява, вона виглядає гламурно в багатих костюмах вдови Айзека Мізрахі». Того ж року вона повернулася на екран у ролі ексцентричної дружини терапевта в драмі Раяна Мерфі «На гострій грані», автобіографічній історії про підліткову тугу та дисфункцію, засновану на книзі Огюстена Берроуза. Головні ролі виконали Аннетт Бенінг, Гвінет Пелтроу та Еван Рейчел Вуд, її роль другого плану принесла номінацію на найкращу жіночу роль другого плану від Асоціації кінокритиків Сент-Луїса. Наприкінці 2006 року Клейберг зіграла задумливу ексцентричну роль в «Чистому домі» (2006—2007), яка стала для неї останньою на оф-Бродвейській сцені. «Пост газет» похвалила її за «дурну легкість».
У 2007—2009 роках Клейберг з'явилася у телесеріалі ABC «Брудні мокрі гроші», граючи багату світську левицю Летицію Дарлінг. Потім вона зіграла матір Джейка Джилленгола у фільмі Едварда Цвіка «Любов та інші ліки» (2010) і матір Крістен Віг у відомому комедійному блокбастері «Подружки нареченої» (2011) Пола Фіґа, який став останнім фільмом за участі Клейберг.

## Смерть
Клейберг страждала від хронічного лімфолейкозу і лікувалась приватно понад 20 років. Вона померла у своєму будинку в Лейквіллі, штат Коннектикут 5 листопада 2010 року.

## Особисте життя
Клейберг зустрічалася з актором Аль Пачино з 1967 по 1972 рік. У 1979 році вона вийшла заміж за сценариста та драматурга Девіда Рейба. У них народилося двоє дітей: син Майкл Рейб і дочка акторка Лілі Рейб.

## Фільмографія
| Рік       |    | Українська назва                  | Оригінальна назва                         | Роль                 |
| --------- | -- | --------------------------------- | ----------------------------------------- | -------------------- |
| 1968      | с  | Департамент поліції Нью‑Йорка     | N.Y.P.D                                   | жінка у парку        |
| 1969      | ф  | У пошуках завтра                  | Search for Tomorrow                       | Грейс Болтон         |
| 1969      | ф  | Весільна вечірка                  | The Wedding Party                         | Джозефін             |
| 1971      | ф  | Телефонний довідник               | The Telephone Book                        | Аймаск               |
| 1972      | ф  | Невдоволення Портного             | Portnoy's Complaint                       | Наомі                |
| 1972      | с  | Сестрички Снуп                    | The Snoop Sisters                         | Мері Неро            |
| 1973      | ф  | Злодій, який прийшов до обіду     | The Thief Who Came to Dinner              | Джекі                |
| 1974      | ф  | Людина, яка несе смерть           | The Terminal Man                          | Анджела Блек         |
| 1974      | с  | Медичний центр                    | Medical Center                            | Беверлі              |
| 1974      | с  | Мод                               | Maude                                     | Адель                |
| 1974      | с  | Справа Рокфорда                   | The Rockford Files                        | Марлін               |
| 1975      | тф | Нелегальщина                      | Hustling                                  | Ванда                |
| 1976      | ф  | Ґейбл і Ломбард                   | Gable and Lombard                         | Керол Ломбард        |
| 1976      | тф | Гріффін і Фенікс                  | Griffin and Phoenix                       | Сара Фенікс          |
| 1976      | ф  | Срібна стріла                     | Silver Streak                             | Гіллі                |
| 1977      | ф  | Крутий наполовину                 | Semi-Tough                                | Барбара Джейн Букмен |
| 1978      | ф  | Незаміжня жінка                   | An Unmarried Woman                        | Еріка                |
| 1979      | ф  | Місяць                            | La Luna                                   | Катерина Сільвері    |
| 1979      | ф  | Почати спочатку                   | Starting Over                             | Мерилін Голмберг     |
| 1980      | ф  | Моя черга                         | It's My Turn                              | Кейт                 |
| 1981      | ф  | Перший понеділок жовтня           | First Monday in October                   | Рут Луміс            |
| 1982      | ф  | Я танцюю так швидко, як можу      | I'm Dancing as Fast as I Can              | Барбара Гордон       |
| 1983      | ф  | Ганна К.                          | Hanna K.                                  | Ганна Кауфман        |
| 1986      | тф | Впереди еще много миль            | Miles To Go                               | Мойра                |
| 1986      | ф  | Де діти?                          | Where Are the Children?                   | Ненсі Голдер Елдрідж |
| 1987      | ф  | Сором'язливі люди                 | Shy People                                | Даяна Салліван       |
| 1989      | тф | Страх переслідує                  | Fear Stalk                                | Александра           |
| 1990      | ф  | За океаном                        | Oltre l'oceano                            | Еллен                |
| 1991      | ф  | Дитина красуні Гатті              | Pretty Hattie's Baby                      | Деніз                |
| 1991      | тф | Смисл життя:Історія Джилл Айрленд | Reason For Living: The Jill Ireland Story | Джилл Айрленд        |
| 1992      | ф  | Шепіт у ночі                      | Whispers in the Dark                      | Сара Грін            |
| 1992      | ф  | Багатий закоханий                 | Rich in Love                              | Гелен                |
| 1992      | ф  |                                   | Le grand pardon II                        | Саллі Вайт           |
| 1993      | ф  | Оголені у Нью-Йорку               | Naked in New York                         | Ширлі                |
| 1994      | тф | Заради любові до Ненсі            | For the Love of Nancy                     | Саллі Волш           |
| 1995      | тф | Обличчя на коробці молока         | The Face on the Milk Carton               | Міранда Джессмон     |
| 1997      | ф  | Подорожні                         | Going All the Way                         | Сюзан Френч          |
| 1997      | ф  | Поспішиш — людей насмішиш         | Fools Rush In                             | Нен                  |
| 1998      | с  | Закон і порядок                   | Law & Order                               | Шейла                |
| 1998      | с  | Фрейзер                           | Frasier                                   | Марі                 |
| 1998      | с  | Трійця                            | Trinity                                   | Ейлін                |
| 1999      | с  | Все відносно                      | Everything's Relative                     | Майкі Горлік         |
| 1999—2001 | с  | Еллі Мак-Біл                      | Ally McBeal                               | Джинні               |
| 2001      | ф  | Ніколи знову                      | Never Again                               | Грейс                |
| 2001      | ф  | Падіння                           | Vallen                                    | Рут                  |
| 2002      | ф  | Стрибок віри                      | Leap of Faith                             | Крікет               |
| 2004      | с  | Практика                          | The Practice                              | Вікторія Стюарт      |
| 2004      | с  | Частини тіла                      | Nip/Tuck                                  | Боббі Бродерік       |
| 2006      | с  | На гострій грані                  | Running with Scissors                     | Агнес Фінч           |
| 2007—2009 | с  | Брудні мокрі гроші                | Dirty Sexy Money                          | Тіш Дарлінг          |
| 2010      | ф  | Кохання та інші ліки              | Love & Other Drugs                        | місіс Рендал         |
| 2011      | ф  | Подружки нареченої                | Bridesmaids                               | Джуді Волкер         |

## Номінації та нагороди
| Нагороди та номінації | Нагороди та номінації          | Нагороди та номінації                                 | Нагороди та номінації     | Нагороди та номінації | Нагороди та номінації |
| Рік                   | Кінофестиваль/кінопремія       | Категорія/нагорода                                    | Назва                     | Результат             |                       |
| --------------------- | ------------------------------ | ----------------------------------------------------- | ------------------------- | --------------------- | --------------------- |
| 1975                  | «Еммі»                         | Найкраща жіноча роль                                  | Нелегальщина              | Номінація             |                       |
| 1978                  | Каннський кінофестиваль        | Найкраща жіноча роль                                  | «Незаміжня жінка»         | Перемога              |                       |
| 1979                  | «Оскар»                        | Найкраща жіноча роль                                  | «Незаміжня жінка»         | Номінація             |                       |
| 1979                  | «БАФТА»                        | Найкраща жіноча роль                                  | «Незаміжня жінка»         | Номінація             |                       |
| 1979                  | «Золотий глобус»               | Найкраща жіноча роль у драматичному фільмі            | «Незаміжня жінка»         | Номінація             |                       |
| 1980                  | «Золотий глобус»               | Найкраща жіноча роль у драматичному фільмі            | «Почати спочатку»         | Номінація             |                       |
| 1980                  | «Золотий глобус»               | Найкраща жіноча роль у комедії або мюзиклі            | «Місяць»                  | Номінація             |                       |
| 1980                  | «Оскар»                        | Найкраща жіноча роль                                  | «Почати спочатку»         | Номінація             |                       |
| 1981                  | «Золотий глобус»               | Найкраща жіноча роль у комедії або мюзиклі            | «Перший понеділок жовтня» | Номінація             |                       |
| 2005                  | Прайм-тайм премія «Еммі»       | Найкраща запрошена акторка в драматичному телесеріалі | «Частини тіла»            | Номінація             |                       |
| 2011                  | Асоціація кінокритиків Фінікса | Найкращий акторський склад                            | «Подружки нареченої»      | Номінація             |                       |
| 2012                  | Премія Гільдії кіноакторів     | Найкращий акторський склад в ігровому кіно            | «Подружки нареченої»      | Номінація             |                       |